# Якоть
Я́коть (рос. Якоть) — село у складі Дмитровського міського округу Московської області, Росія.

## Населення
Населення — 248 осіб (2010; 171 у 2002).
Національний склад (станом на 2002 рік):
- росіяни — 98 %